# Cabaceiras do Paraguaçu
Cabaceiras do Paraguaçu är en kommun i Brasilien.   Den ligger i delstaten Bahia, i den östra delen av landet, 1 000 km öster om huvudstaden Brasília. Antalet invånare är 17 327.
Omgivningarna runt Cabaceiras do Paraguaçu är en mosaik av jordbruksmark och naturlig växtlighet. Runt Cabaceiras do Paraguaçu är det tätbefolkat, med 308 invånare per kvadratkilometer.